# Victodrobia millerae
Victodrobia millerae é uma espécie de gastrópode  da família Hydrobiidae.
É endémica da Austrália.